# Чижов, Андрей Константинович
Андрей Константинович Чижов (род. 9 февраля 1974, Москва) — российский певец, радиоведущий и продюсер. Участник радиодуэтов совместно с Александром Пряниковым, Аллой Довлатовой на московских радиостанциях.
Главный редактор радиостанции «Пионер FM», вёл шоу на «Русском радио», а также являлся главным продюсером дирекции молодёжного радиовещания ВГТРК; под его руководством происходило переформатирование радио «Юность» в формат коммерческой музыкальной молодёжной радиостанции ЮFM.

## Биография
Учился в Московской 858 школе и в школе при посольстве России в Венгрии. Играл в школьных спектаклях, занимался спортом (лыжами и футболом). Закончил Российскую академию им. Г. В. Плеханова.
В 1994 г создал авторскую программу на кабельном телевидении[каком?]. С марта 1995 работал на радио «Панорама» корреспондентом вне штата. 1996 г. — первое утреннее радио-шоу[уточнить] («Корпорация Радио-Арт» 107,4 FM). В 1996 — музыкальный журналист программы «Акулы пера» на канале «ТВ-6». В 1997 создал утреннее шоу «Звездный weekend» (Открытое радио). В 1999 заключил контракт с «Русским радио». Создал шоу «Русские пряники». Автор и ведущий шоу в паре с Александром Пряниковым (с 16 декабря 1999 г. по 31 декабря 2001 г.). Вёл пародию на хит-парад — программу «Золотой унитаз». 2001 г. — ведущий программы «Золотой граммофон». В 2001 создал музыкальный проект «Банда Андрюха». В 2002 создал утреннее «Подсолнух шоу», вёл его в паре с Аллой Довлатовой. Летом 2003 покинул «Русское радио» и создал проект «1-е Популярное радио — Попса» в качестве продюсера и голоса радиостанции. 2004 г. — ведущий «Подсолнух шоу», генеральный продюсер холдинга «Русская Медиа Группа». 2006 г. создатель и ведущий шоу «Полный привет — Доподсолнечный период!» с Александром Мадичем и Светланой Пермяковой.
В 2006 г. создал телеканал «РУ-ТВ». Генеральный директор, продюсер, ведущий и голос канала. В 2007 г. создал и вёл утреннее «Апельсин шоу» на «Русском радио». С 1 января 2008 по сентябрь 2009 г. главный продюсер дирекции молодёжного радио вещания ВГТРК. Ведущий ток-шоу совместно с Аллой Довлатовой на Радио Маяк. С 09 ноября 2009 владелец радиопроекта «Пионер FM». Ведущий утреннего шоу и других программ.
В 2013 г. перезапустил радиостанцию «RU.FM» в должности программного директора. В 2015 году вёл телеверсию «Пионерского шоу» на Восьмом канале. В 2017 — автор идеи, ведущий и редактор семисерийного фильма «По Европе без бензина».

### Музыкальная карьера
В 2001 году вместе с Александром Харьковым и Олесей Кузмич основал группу «Банда Андрюха». В 2005 году Олесю Кузмич сменил в группе Олег Сергеенко. В 2014 году Чижов и Харьков приняли решение о прекращении концертной деятельности.

## Участие в других проектах
- Слава богу, ты пришёл! — гость
- Большие мозголомы — гость
- Перехват — «угонщик»

## Награды
- Группа «Банда Андрюхи» премией «Золотой граммофон» (за песню «Страшная» в 2002 году)[6]
- Медаль «За веру и добро».

### Озвучивание
Голосом Чижова говорят кино и мультипликационные герои:
2008 год:
- мультфильм «Мартышки в космосе»,
- мультфильм «Правдивая история Кота в сапогах»,
- фильм «Джек и Джил: Любовь на чемоданах»
- фильм «Отражение»

2009 год:
- фильм «Стан Хельсинг»
- фильм «Добро пожаловать в Зомбилэнд»,
- фильм «Камера 211»
- фильм «Гарри Поттер и Принц-полукровка»

2010 год:
- фильм «Сутенёр»
- мультфильм «Союз зверей»,
- мультфильм «Друзья навсегда — 3 Amis»
- фильм «Дориан Грей»
- фильм «Машина времени в джакузи»

2011 год:
- мультфильм «Смелый большой панда»
- мультфильм «Морская бригада»
- мультфильм «Кунг-Фу Заяц»
- мультфильм «Монстр в Париже»
- фильм «Пираты Карибского моря: На странных берегах»
- фильм «Игры киллеров»
- фильм «Миссия невыполнима: Протокол Фантом»

2012 год:
- фильм «2016: Конец ночи»
- фильм «Игры Киллеров»
- фильм «Молодые сердца» (Love and Honor)
- сериал «Шерлок» (1 сезон)
- фильм "007: Координаты «Скайфолл»
- фильм «Патруль»
- мультфильм «Болт и Блип спешат на помощь»